# George Rickey

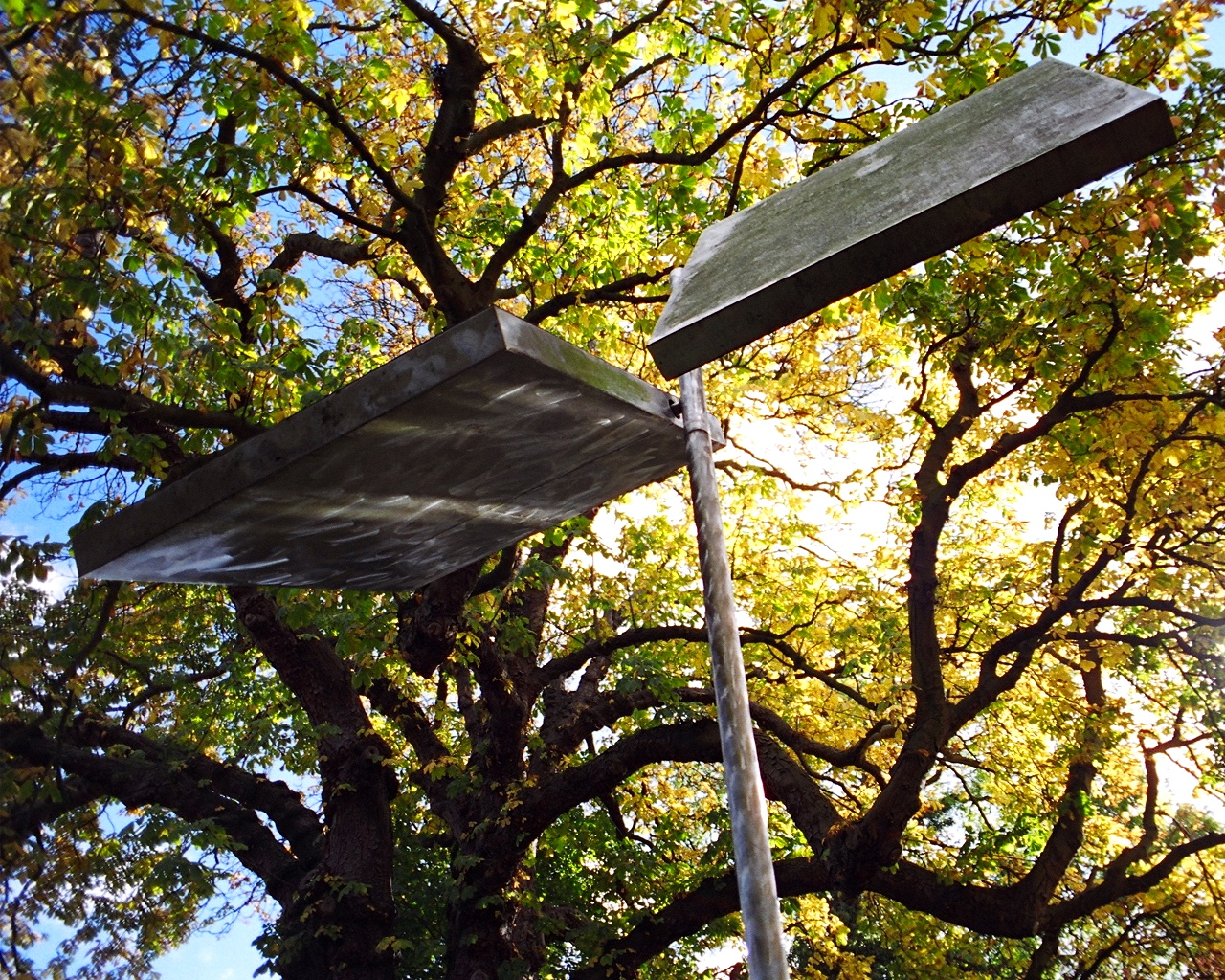
Holywell Manor, Oxford

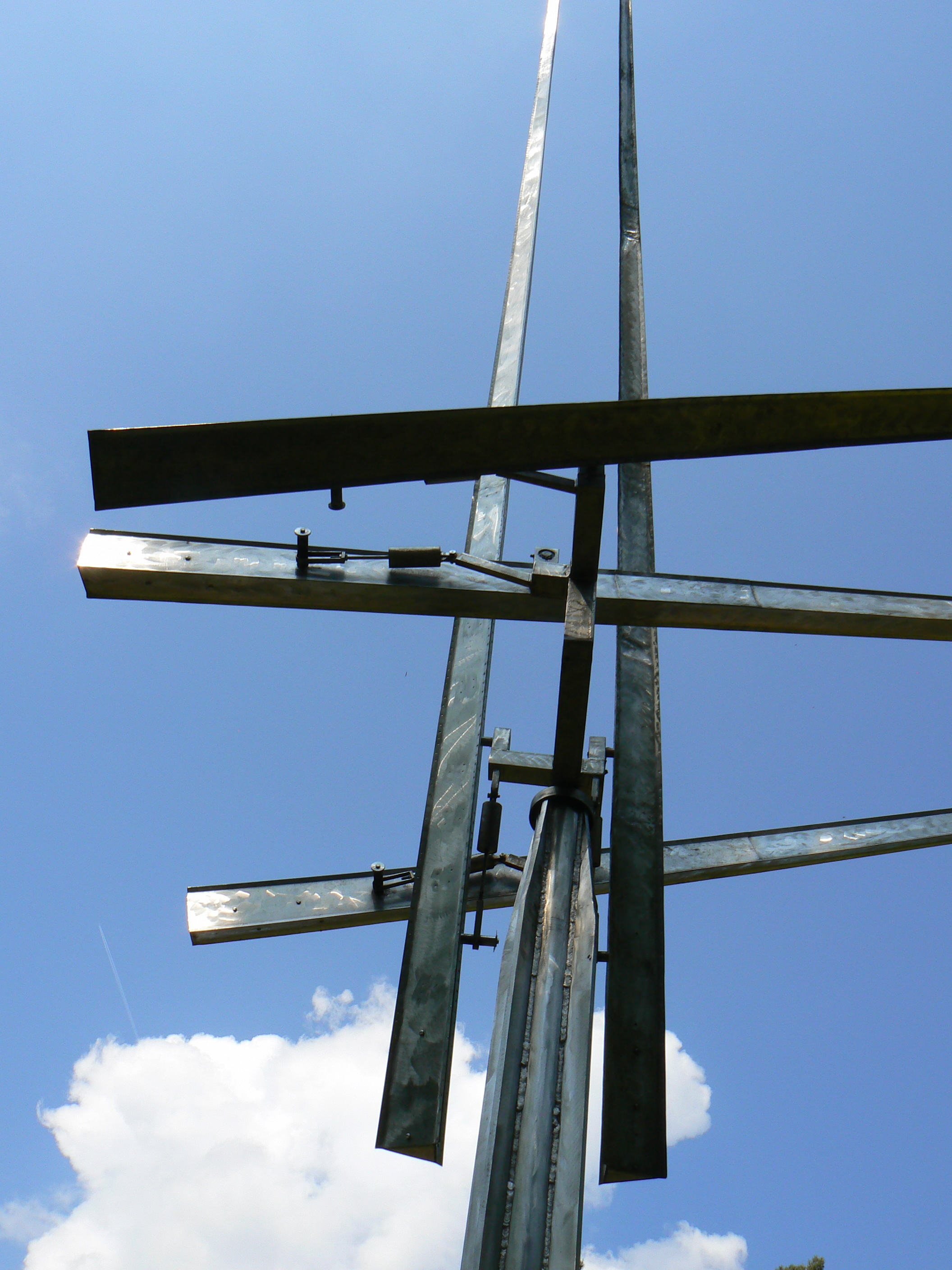
Two vertical, three horizontal lines a Otterlo

George Rickey (South Bend, 6 giugno 1907 – Saint Paul, 17 luglio 2002) è stato un artista statunitense famoso per le sue sculture cinetiche.

## Galleria d'immagini

"Vier Vierecke im Geviert", 1969, staal, Berlino
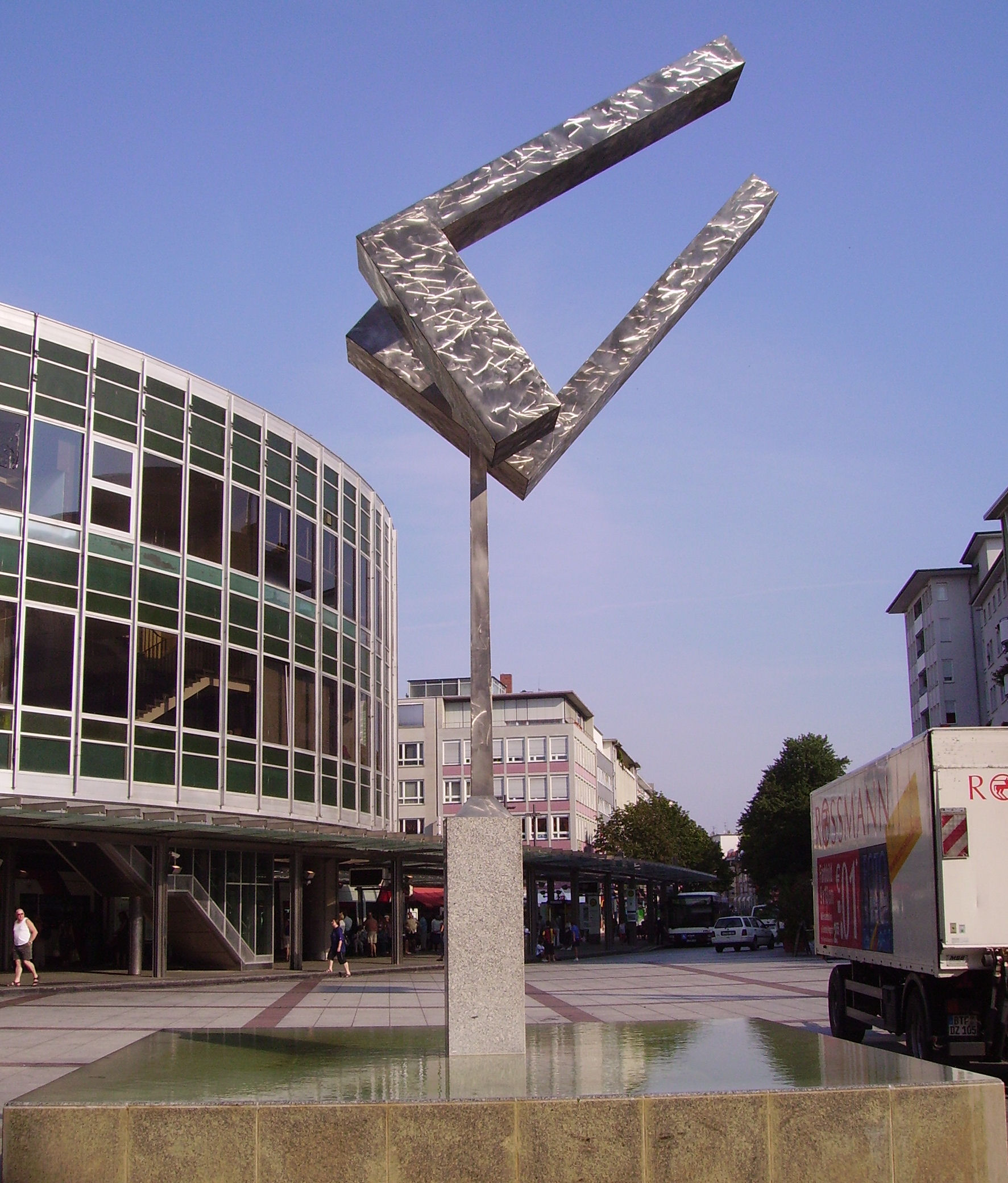
Kinetische kunst "Conversation" 1999 a Ludwigshafen, Germania
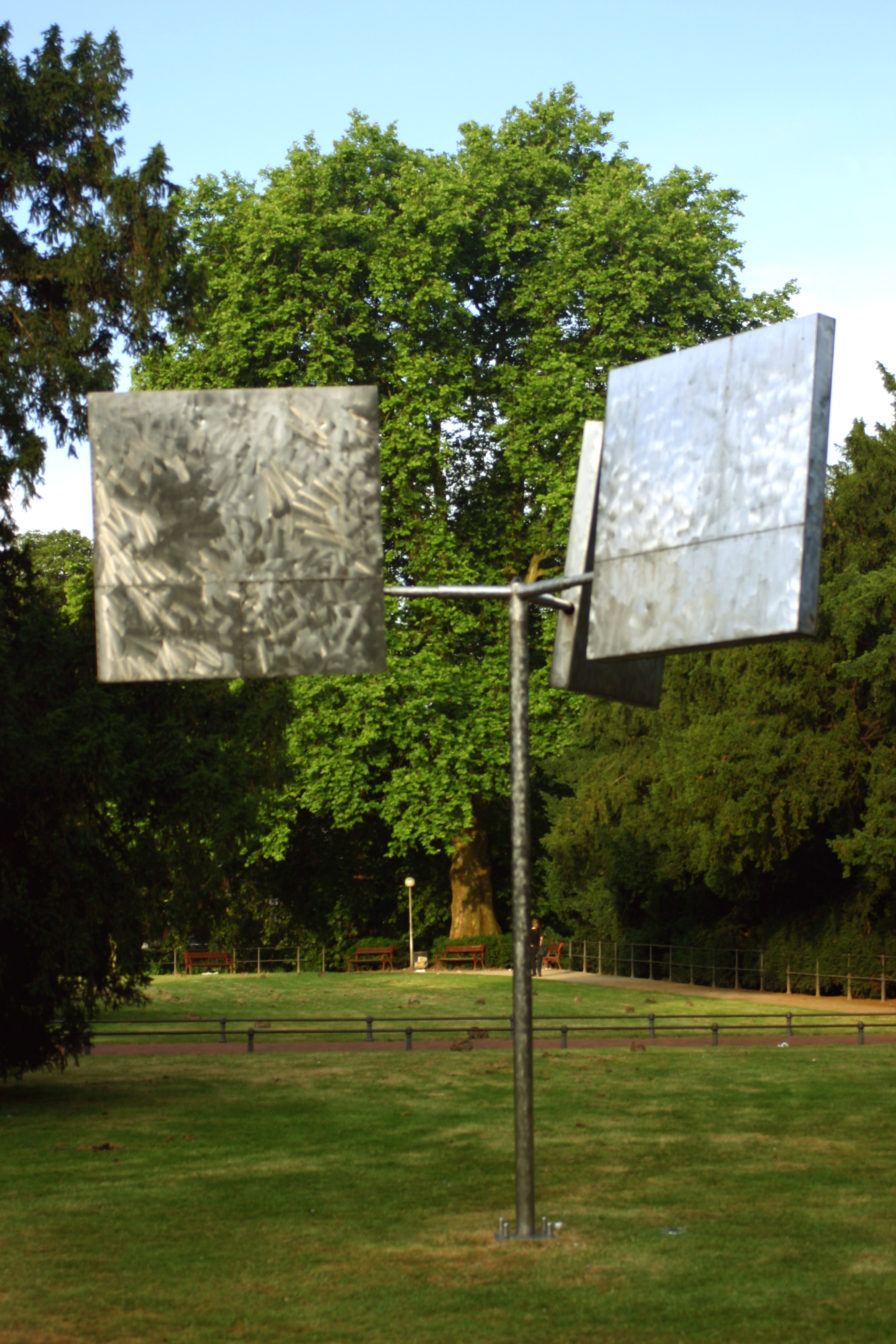
” Drei rotierende Quadrate”, Germania
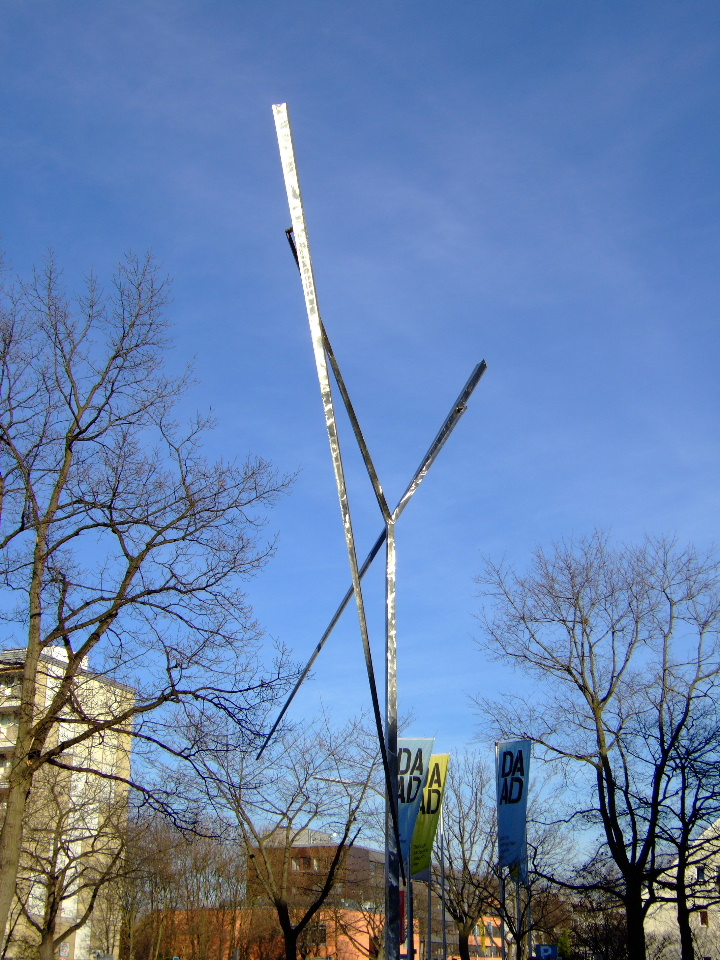
Kinetic art sculpture in Germania
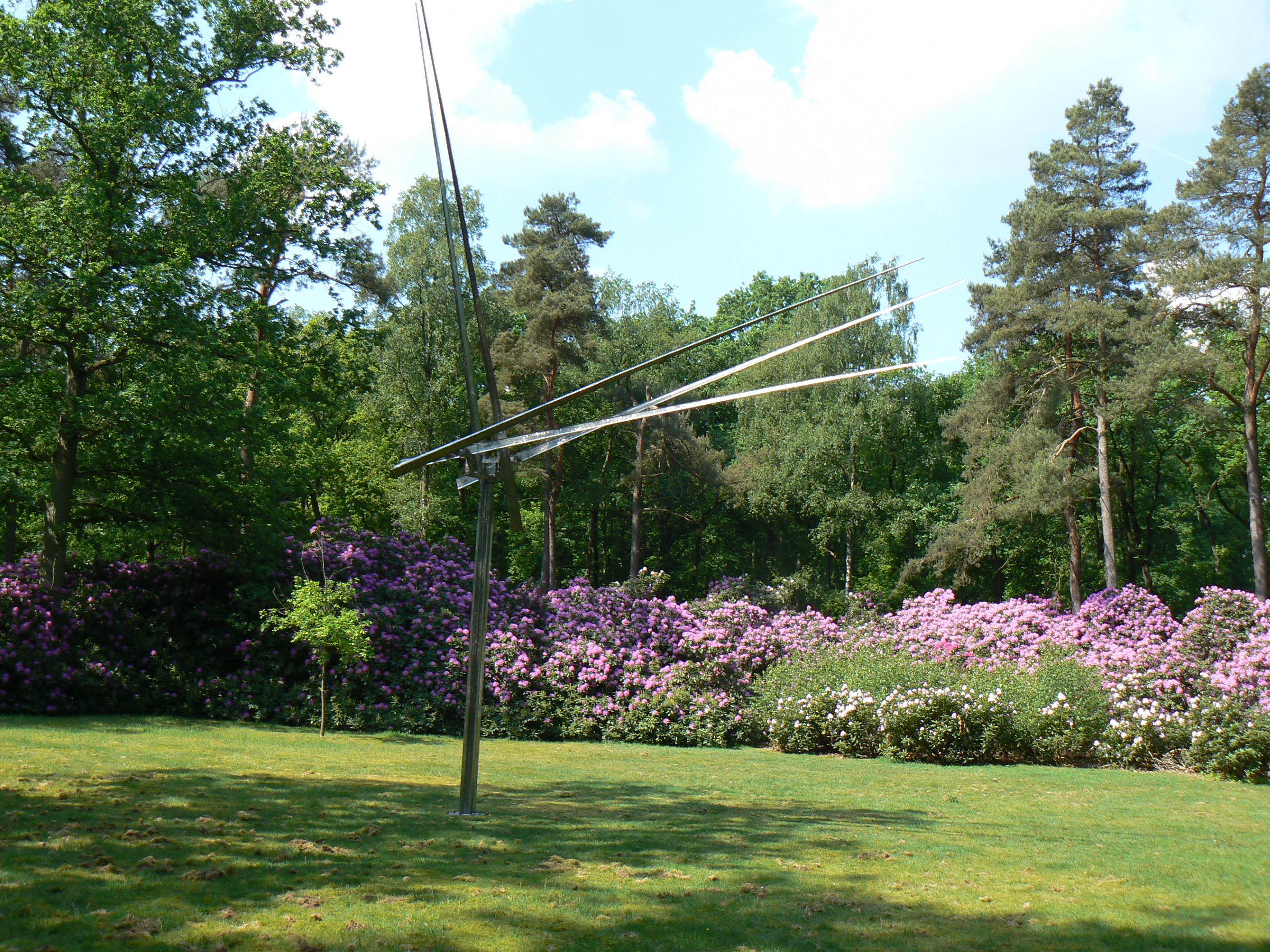
Kröller-Müller Museum, Otterlo
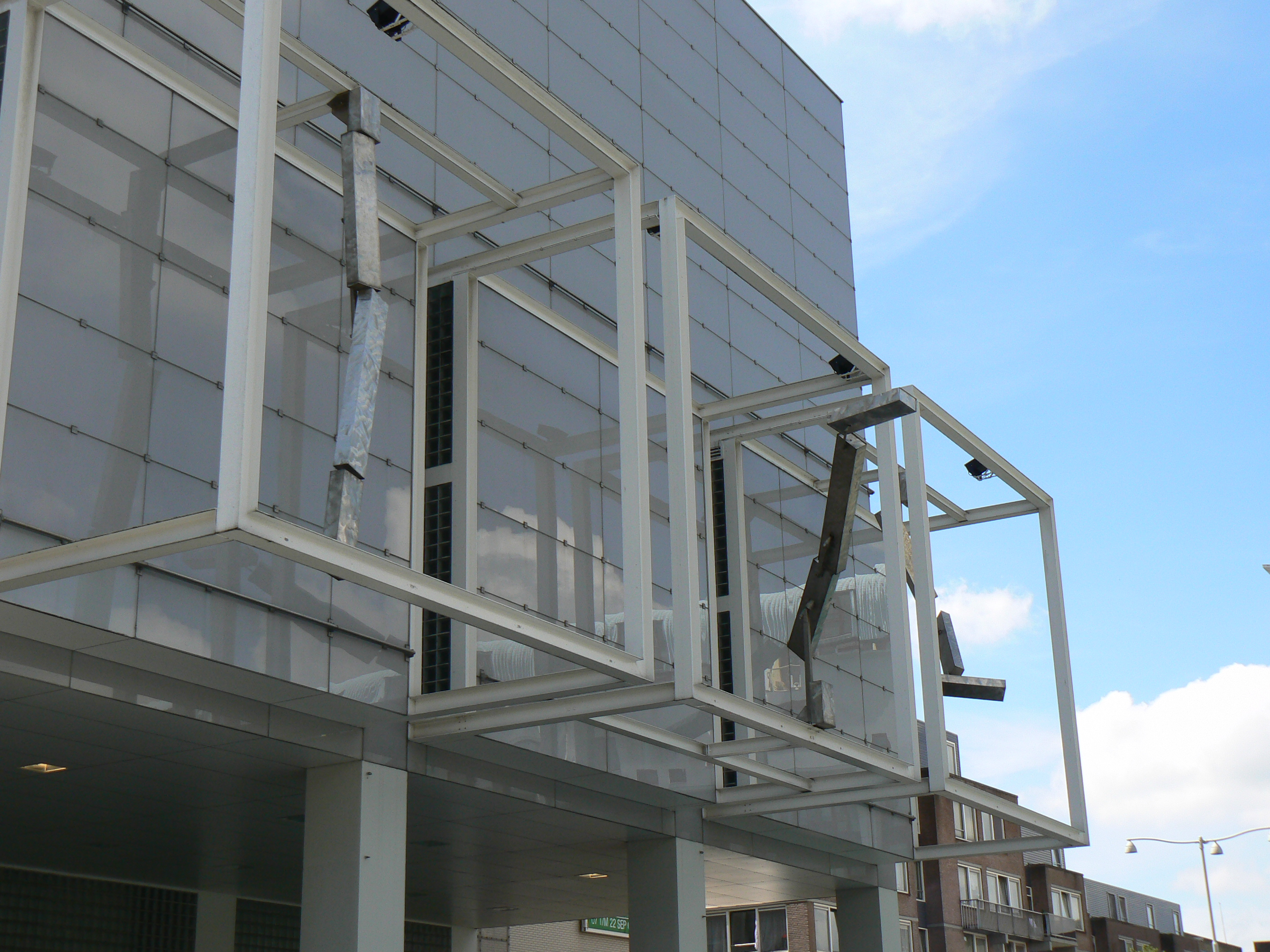
kinetic sculpture (1989) a Rotterdam
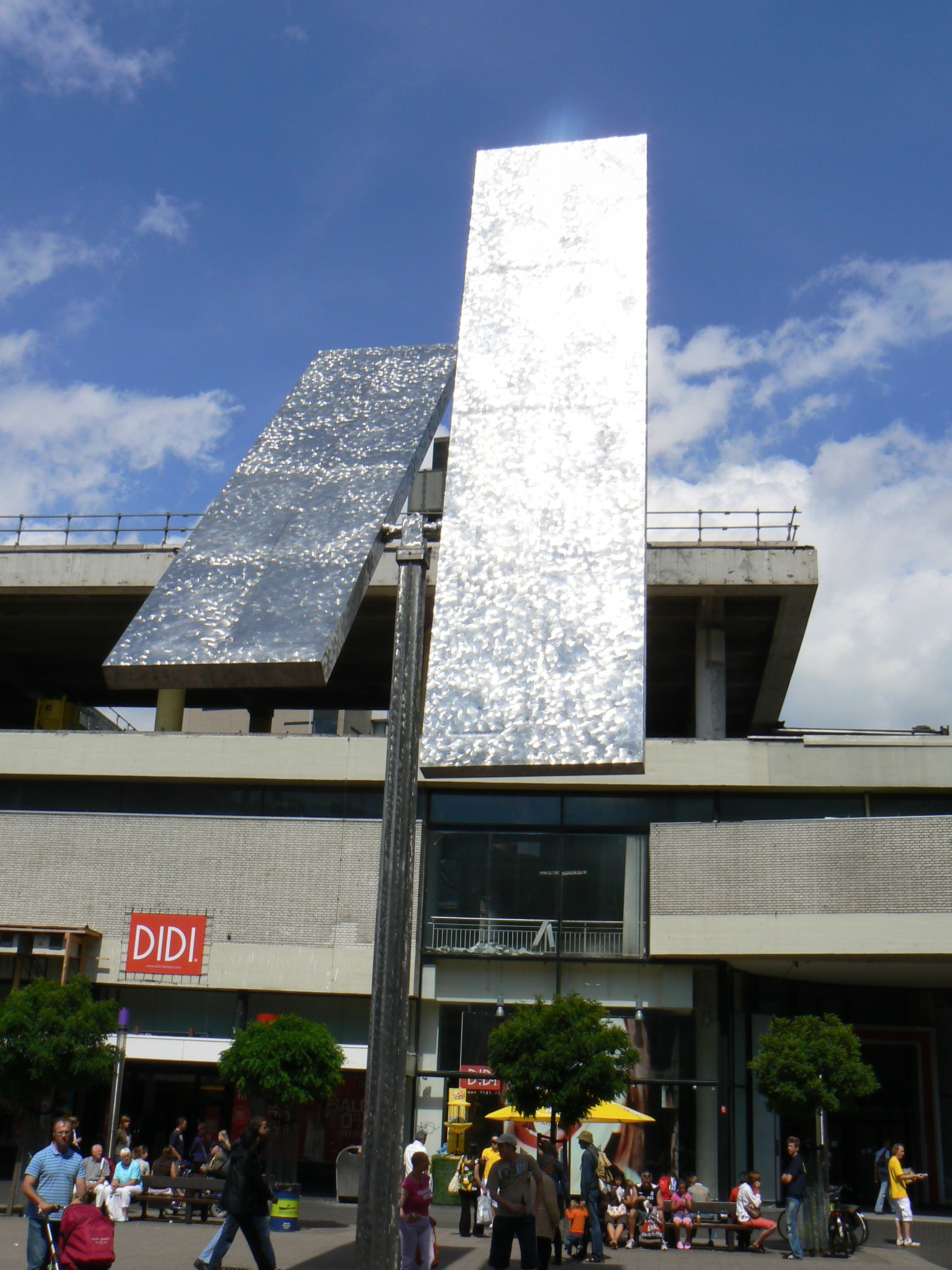
Kinetic sculpture (1971) a Rotterdam